# 小行星2834
小行星2834（2834 Christy Carol）是一颗绕太阳运转的小行星，为主小行星带小行星。该小行星于1980年10月9日发现。
該小行星以發現者卡羅琳·舒梅克的女兒克里斯蒂·卡蘿爾（Christy Carol）命名。

## 轨道参数
小行星2834的轨道半长轴为2.5436071 UA，离心率为0.156。